# Nowe Czaple (stacja kolejowa)
Nowe Czaple – zamknięta stacja kolejowa w Nowych Czaplach na linii kolejowej nr 365 Stary Raduszec – Bad Muskau, w powiecie żarskim, w województwie lubuskim, w Polsce.